# Beekgoudoogdaas
De beekgoudoogdaas (Chrysops caecutiens) is een vliegensoort uit de familie van de dazen (Tabanidae). De wetenschappelijke naam van de soort is gepubliceerd in 1758 door Linnaeus in de tiende editie van Systema naturae.

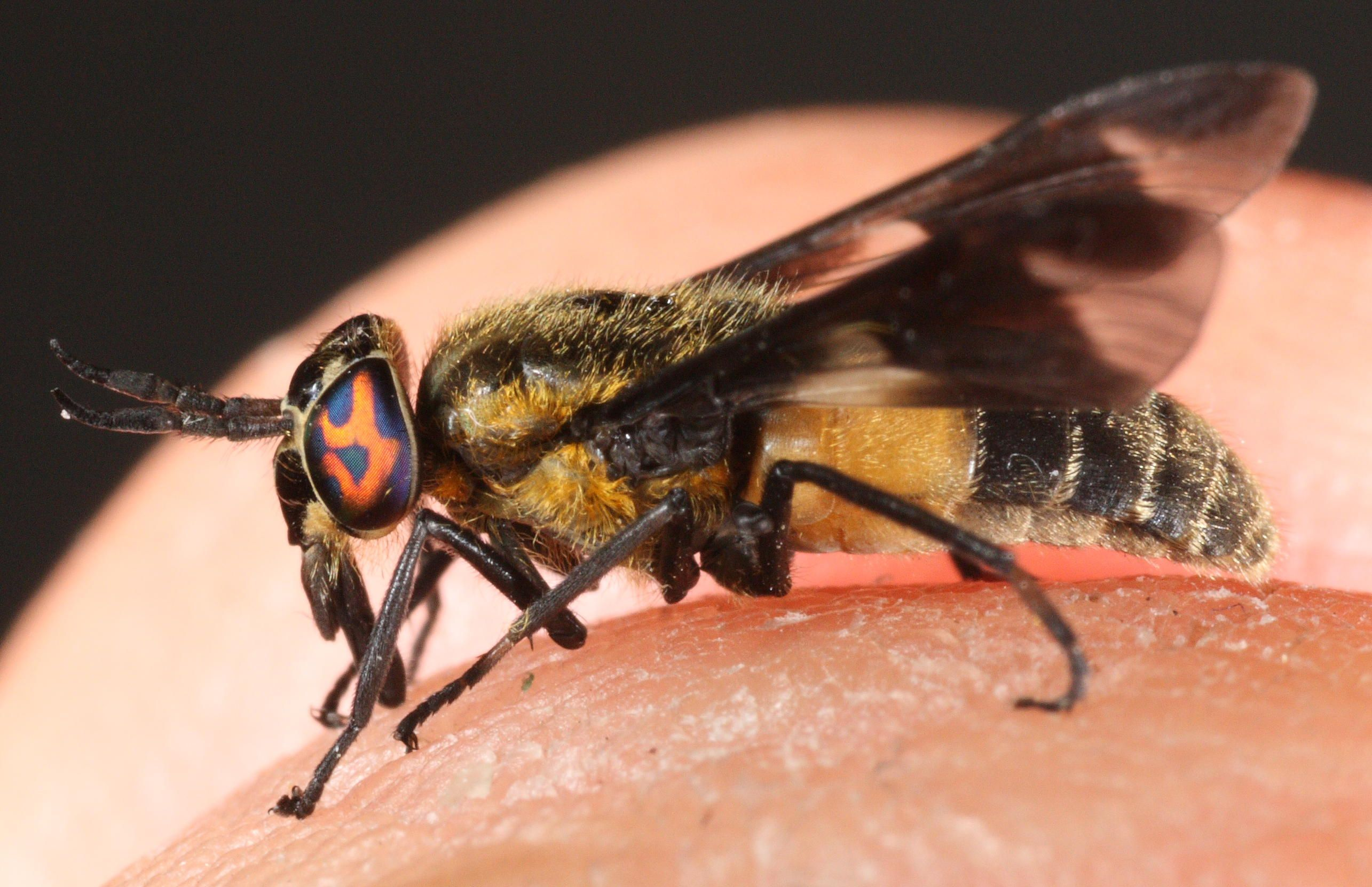

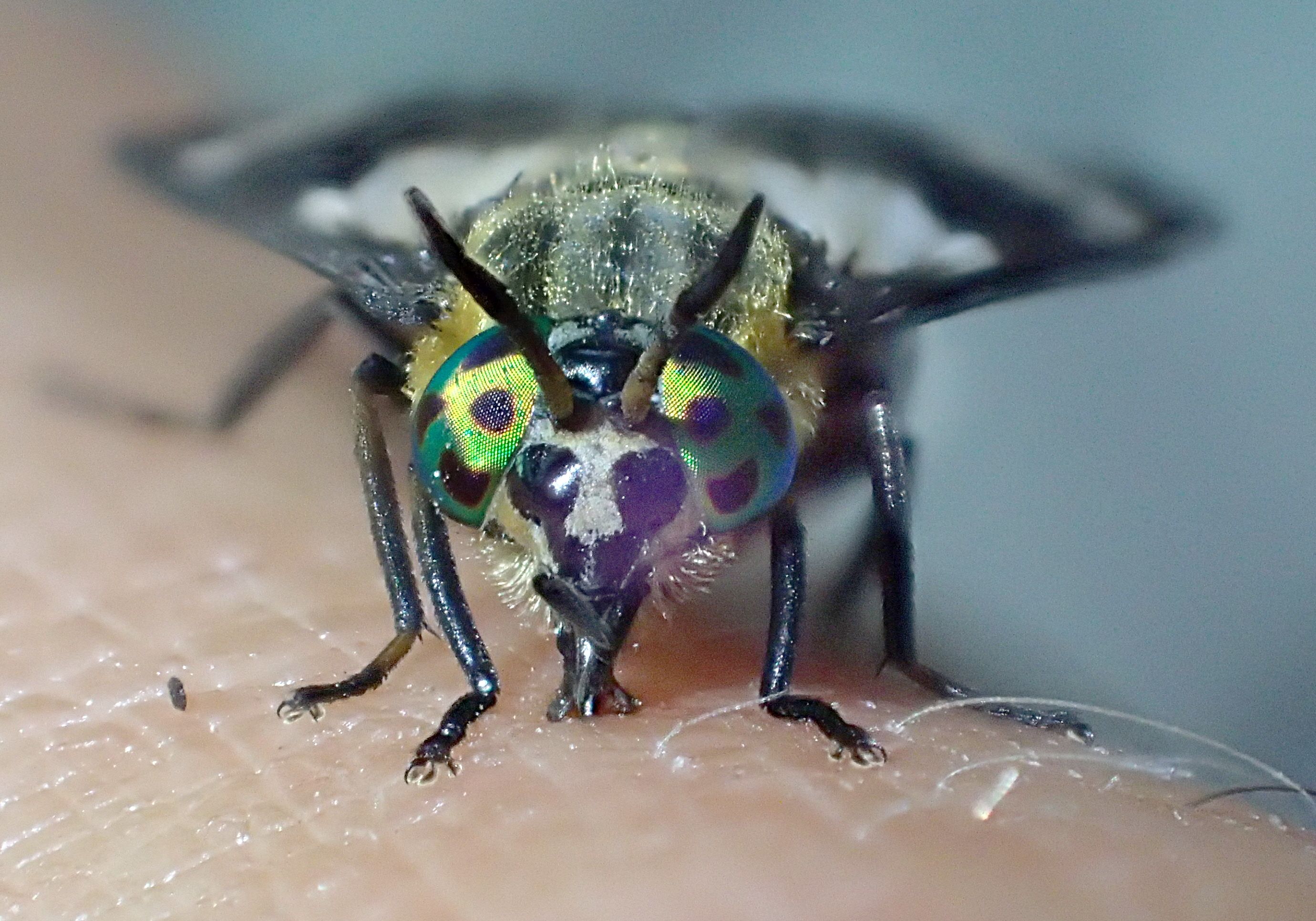